# Þórarinn Þorláksson
Þórarinn Benedikt Þorláksson (né le 14 février 1867 et mort le 10 juillet 1924) est un peintre islandais.

## Biographie
Þórarinn Benedikt Þorláksson naît à Undirfell, une localité située à Vatnsdalur, une vallée du nord de l'Islande. Il est issu d'une famille de pasteurs luthériens. Il apprend la reliure à Reykjavik tout en prenant des cours de dessin. 
En 1889, il poursuit ses études de relieur à Copenhague, se forme à la peinture à l'Académie Royale des Beaux-Arts et dans l'école privée de Harald Frederik Foss. Intéressé par les travaux des peintres de Skagen, il expose Nuit d'été au Thingvellir, au Palais de Charlottenborg lors d'une exposition en 1901. Il retourne à Reykjavik, y enseigne le dessin puis dirige l'École de l'Artisanat jusqu'en 1923. Il contribue à la création en 1916 de la Société des Amis de l'Art. Il meurt en 1924.

## Œuvres
Sa peinture est empreinte d'une atmosphère romantique où les grands espaces de l'Islande sont magnifiés par une lumière diffuse. Elle est marquée par un sentiment patriotique inspiré par la beauté de la nature de l'île. 

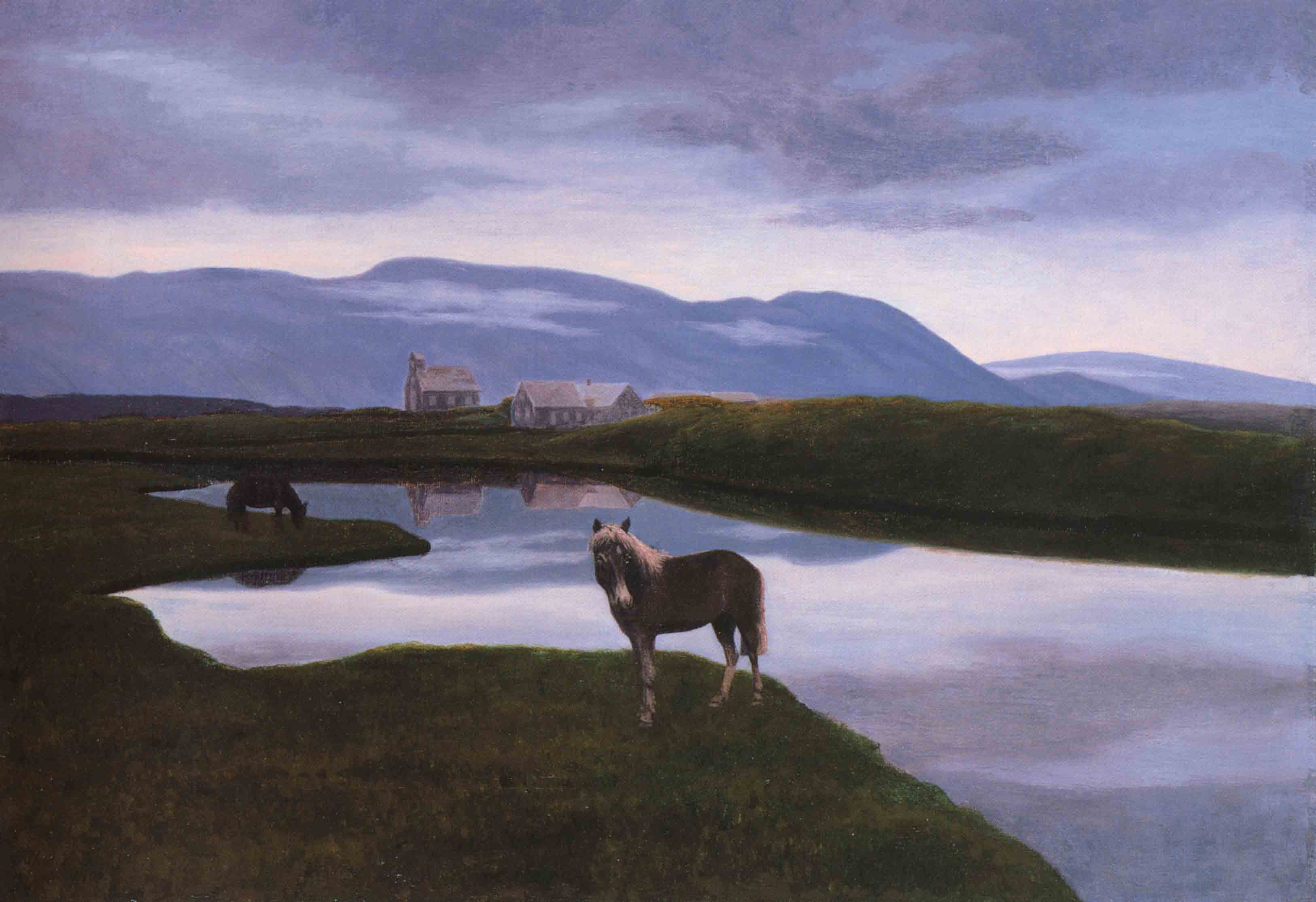
Thingvellir, 1900, Musée des Arts de Reykjavik
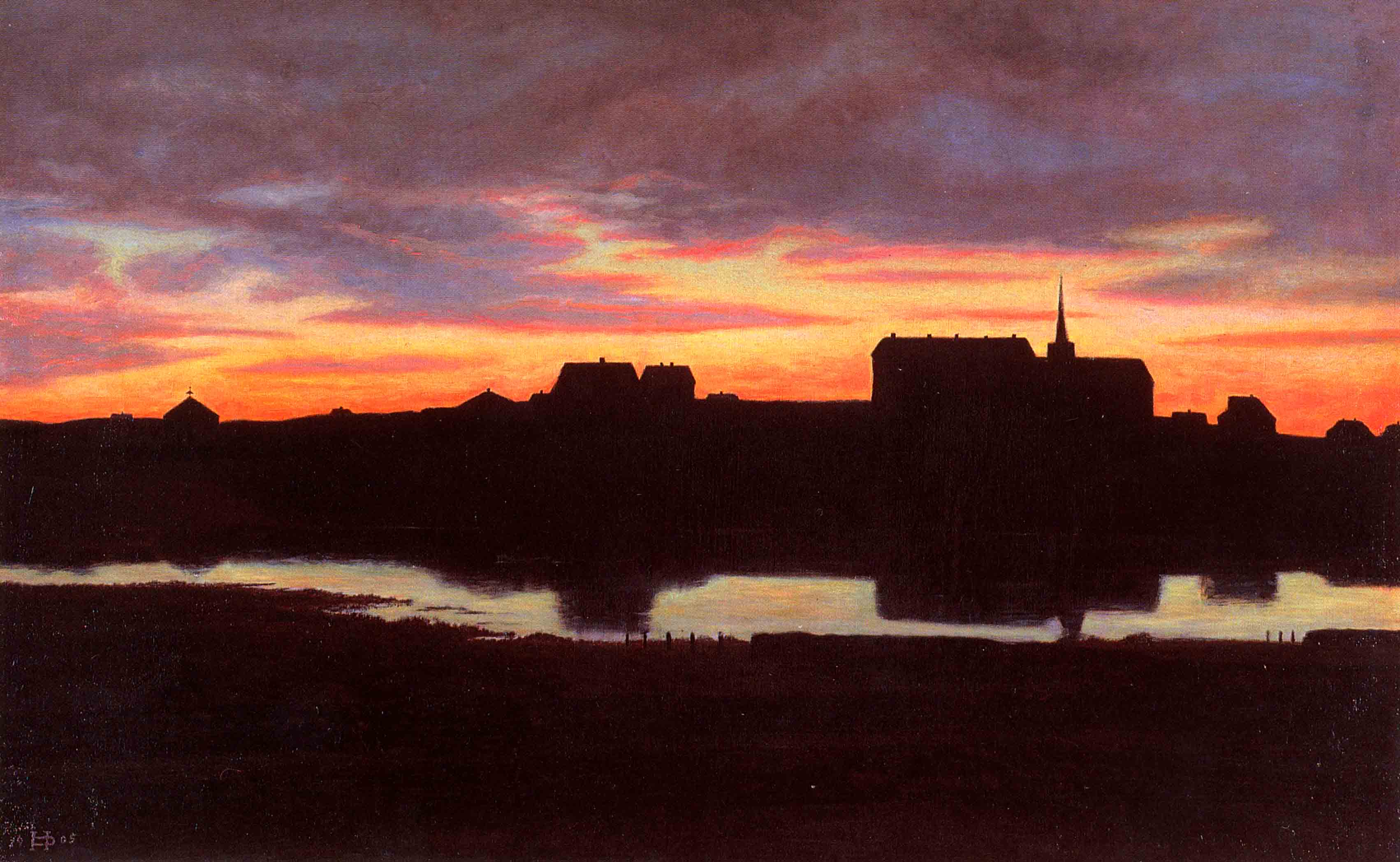
Crépuscule sur le lac Tjörn, 1905, Musée des Arts de Reykjavik